# Голан, Итамар
Итамар Голан (ивр. איתמר גולן‎; род. 3 августа 1970, Вильнюс, Литовская ССР) — израильский пианист.

## Биография
Итамар Голан репатриировался со своими родителями в Израиль, когда ему был один год. Он изучал музыку у Лары Водовоз и Эммануила Красовского.
В 1985—1989 гг. Итамар Голан продолжает своё обучение в США в Консерватории Новой Англии, где ему преподают Леонард Шур и Патрисия Зандер. Он также изучает музыку у Хаима Тауба.
Голан начинает свою карьеру как пианист в США и Израиле. Он становится известным, его сравнивают с такими виртуозами игры, как скрипач Максим Венгеров, Миша Майский и другими. Его регулярно приглашают самые респектабельные концертные залы и музыкальные фестивали — Фестиваль в Равенне, Фестиваль в Чикаго, Музыкальный фестиваль в Тэнглвуде, Фестиваль в Зальцбурге, Международный фестиваль в Эдинбурге и другие. Он также играет с Израильским филармоническим оркестром, Берлинским филармоническим оркестром под управлением дирижёра Зубина Меты.
В 1991—1994 гг. Голан преподавал в Манхэттенской школе музыки. В настоящее время он профессор, преподает в Парижской консерватории.